# Advance Guardian Heroes
Advance Guardian Heroes (アドバンスガーディアンヒーローズ) é um videogame de beat 'em up desenvolvido pela Treasure para o Game Boy Advance. O jogo foi lançado em 22 de setembro de 2004 no Japão, 14 de setembro de 2004 na América do Norte, e 18 de fevereiro de 2005 na Europa. A edição americana e europeia do jogo foi publicada pela Ubisoft.
O jogo é uma continuação do Guardian Heroes de Sega Saturn. Como a Sega é a detentora dos direitos autorais do original, e não estava interessada em assumir a produção de uma continuação, a Treasure teve que pedir autorização de propriedade intelectual para a Sega  de modo a produzir o jogo por conta própria.

## Jogabilidade
Advance Guardian Heroes é um beat'em up no qual os personagens jogáveis podem executar ataques físicos e mágicos. Movimentos físicos incluem contra-ataques e dashes aéreos. Ataques mágicos, que drenam a barra de MP, incluem feitiços elementais e barreiras protetoras. Também é possível entrar em "Hyper Mode", uma versão mais rápida e poderosa do personagem jogável.
O jogo é dividido em vários estágios e subestágios com seus próprios chefões, inimigos e puzzles. Modos de jogo incluem "Story" para até dois jogadores, "Versus" e "Training.
Diferente de seu precursor,Advance Guardian Heroes  permite que os jogadores se movam tranquilamente em direção e contra a tela,ao invés de trocar entre 3 planos. Alguns elementos de plataforma foram inseridos para dar uma quebra no combate, e duas novas manobras de pulo foram implementadas: o dash aéreo e o pulo teleguiado. Algumas sequências em que estes movimentos são usados parecem fazer referência a vários jogos de 8-bit e arcade, e a alguns filmes de kung-fu.
Grande parte do jogo é pautada na versão revisada da "magia de barreira". Todos personagens jogáveis( e inimigos em configurações de dificuldade mais altas) tem a magia de barreira disponível, e pelo custo de 'magia por segundo', tornam um personagem invencível. O uso da magia de barreira na hora certa permite que um jogador possa refletir projéteis e magia (  num efeito visual semelhante ao de Marina Liteyears, de Mischief Makers, lançando de volta um laser ou raio a sua origem) , ou stunar inimigos que atacam corpo-a-corpo.
Uma barra verde é usada para representar a ira do personagem (e, especula-se, que do jogador também). A qualquer momento em que o personagem do jogador fique imóvel ou saia fora de seu controle, o jogador pode apertar rapidamente os botões para aumentar a barra de ira.Pontos alocados a MOB[ilidade] do personagem concedem bônus a quão rápido esta barra pode aumentar. Quando ela pisca, o jogador pode apertar A+B simultaneamente para ativar o "Hyper Mode" ou "Anger Mode", iniciando um timer no qual a barra de ira diminui, a barra de magia aumenta, e o controle do personagem retorna ao seu jogador.
Se o personagem do jogador morrer durante o jogo, uma figura sinistra aparece e oferece conceder invencibilidade ao personagem em troca da sua alma. Se o jogador recusar, a princesa aparece e assegura o jogador de que ele terá outra chance, antes do jogo passar para uma tela de game over. Se o jogador aceitar as condições da figura sinistra, aí o personagem é trazido de volta à vida num estado  denominado "Devil Mode", no qual ele não pode receber nenhum dano (apesar de que possa ainda ser nocauteado ou lançado de um lado para o outro) pelos próximos seis minutos, antes que a figura sinistra reapareça e o  destrua, resultando na tela de game over. Independentemente da decisão do jogador, ele pode continuar o jogo do último checkpoint alcançado antes de entrar em "Devil Mode".
Além disso, ao contrário do primeiro jogo, o jogador pode usar a maioria dos personagens que ele libera tanto no modo story quanto nos outros modos. 
Durante o percurso do jogo, inimigos derrotados  podem dropar cristais de variados tamanhos e cores que agem como pontos de experiência. Entre os estágios, jogadores podem alocar esses cristais em um ou mais dos atributos do personagem: Vitalidade, Mente, Ataque, Defesa, Ataque Mágico, Defesa Mágica e Mobilidade. Em certos momentos, você terá de lutar contra os heróis do jogo anterior e, ao derrotá-los, eles lhe darão suas almas, as quais aumentarão em dez um dos seus atributos. Aumentar um atributo com cristais de alma aumentarão o nível do personagem, não importa quão alto era no antes. Quanto maior for o nível do personagem, mais será preciso cristais de alma para alcançar o próximo nível, logo, os jogadores devem alocar seus pontos cuidadosamente. Qualquer ponto que sobrar depois da alocação poderá ser doado para desbloquear mais personagens jogáveis.

## Enredo
A história segue os eventos de Guardian Heroes. Depois de retornarem o Undead Hero ao seu descanso, os heróis tiveram a opção de poderem se tornar guerreiros perfeitos do Sky Spirit. O grupo se dividiu, com Nicole, Serena e Valgar se juntando ao Sky Spirit, e Han e Genjiro recusando. Randy voltou à Terra por conta própria, deixando que Han e Genjiro lutassem uma batalha perdida contra seus antigos aliados.
Anos depois, Zur retorna. Ele ressuscita Kanon e usa o poder dos Guardian Heroes para dominar o mundo. As poucas forças da resistência que sobraram invocam o poder do Undead Hero mais uma vez, e um jovem soldado fornece seu próprio corpo como receptáculo.
Durante o percurso do jogo, o personagem luta contra heróis do jogo anterior e obtém o poder deles. No fim, é revelado que isto é mais uma tentativa dos céus de criarem o guerreiro supremo. Na batalha final contra os regentes dos céus, todos heróis se juntam para derrotá-lo e subsequentemente ir para o Outro Mundo.

## Recepção
O jogo foi recebido por resenhas mistas nos países de língua inglesa, já que o GameRankings  deu a ele uma nota de 64.91%, enquanto que o Metacritic deu 65 de 100. Embora a maioria dos críticos tenham elogiado os visuais e a jogabilidade, eles criticaram a história e o fato do jogo apresentar problemas de frame rate .